# Villeveyrac
Villeveyrac é uma comuna francesa na região administrativa de Occitânia, no departamento de Hérault. Estende-se por uma área de 37,12 km². Em 2010 a comuna tinha 3 896 habitantes (densidade: 105 hab./km²).